# 접착폭탄

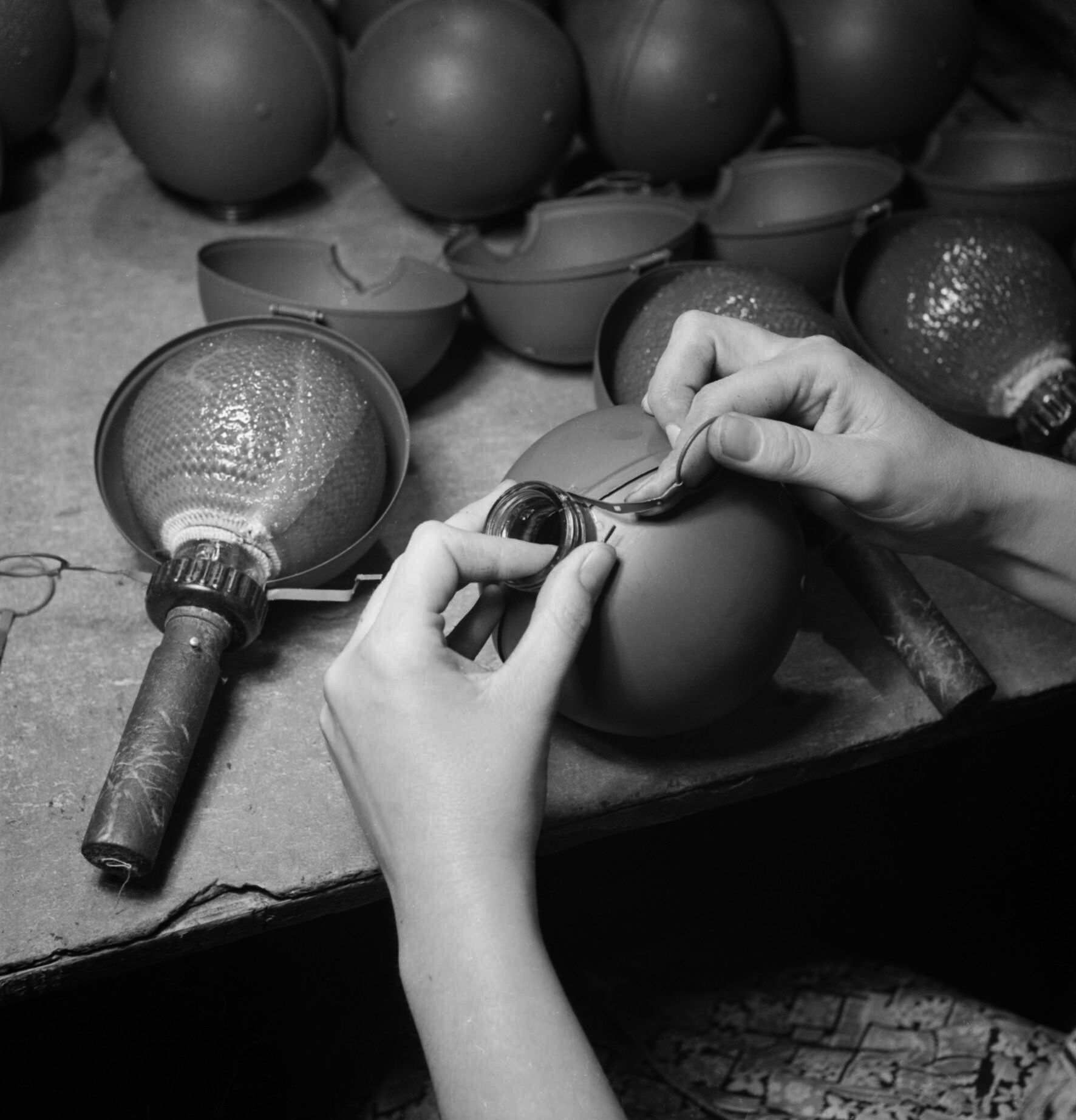

접착폭탄(sticky bomb)은 양말이나 주머니에 TNT같은 폭발 물질등을 넣고 도화선을 꽂아 만든 임시 대전차무기이다. 2차대전 당시 많이 쓰였으나. 현재는 쓰이지 않는다.

## 같이 보기
- PIAT